# Burgberg-Gymnasium
Das Burgberg-Gymnasium ist ein Internatsgymnasium und eine Realschule in freier Trägerschaft in der Stadt Bad Harzburg im niedersächsischen Landkreis Goslar. Es ist eines von drei Gymnasien in Bad Harzburg. Die Gebäude des Internats liegen am Ilsenburger Stieg/Sophienhöhe. Die Schule verfügt über den Titel Schule ohne Rassismus – Schule mit Courage. Sie pflegt eine Zusammenarbeit mit anderen freien Schulen in Niedersachsen – mit Schulen in Bad Sachsa (siehe Internatsgymnasium Pädagogium Bad Sachsa), Scheeßel (siehe Eichenschule Scheeßel), Hagen, Jaderberg (siehe Jade-Gymnasium) und in Elze (siehe Gymnasium Elze).